# 1580er
Portal Geschichte | Portal Biografien | Aktuelle Ereignisse | Jahreskalender | Tagesartikel

◄ |
15. Jh. |
16. Jahrhundert
| 17. Jh. | ►

◄ |
1550er |
1560er |
1570er |
1580er
| 1590er | 1600er | 1610er | ►

1580 |
1581 |
1582 |
1583 |
1584 |
1585 |
1586 |
1587 |
1588 |
1589

## Ereignisse
- 1580: Heinrich I. von Portugal stirbt ohne einen direkten Nachkommen. Philipp II. erobert  Portugal und vereint es mit Spanien.
- 1580: In Frankreich endet der Siebte Hugenottenkrieg mit dem Frieden von Fleix.
- 1581/1582: der Livländische Krieg wird beendet.
- 1582: Gregor XIII. unterschreibt die Bulle Inter gravissimas; in mehreren katholischen Ländern wird der Gregorianische Kalender (Korrektionsjahr) in Kraft gesetzt.
- 1583: In Florenz wird die Gelehrtengesellschaft Accademia della Crusca, die älteste Sprachgesellschaft, gegründet
- 1583: der Kölner Erzbischof Gebhard I. von Waldburg heiratet die Gräfin Agnes von Mansfeld-Eisleben und löst den Truchsessischen Krieg aus.
- 1583: Das Königreich England erhält seine erste Kolonie. Sir Humphrey Gilbert macht das Gebiet um St. John’s in Neufundland zur ältesten britischen Kolonie.
- 1583: Der Vertrag von Pljussa beendet den Livländischen Krieg zwischen Russland und Schweden.
- 1584: Zar Iwan IV. „der Schreckliche“ stirbt, sein geisteskranker Sohn Fjodor wird sein Nachfolger, die Regierungsgeschäfte führt Boris Godunow.
- 1585: Papst Gregor XIII. stirbt, Kardinal Felice Peretti di Montalto wird als Sixtus V. sein Nachfolger
- 1585: die Frankfurter Börse wird gegründet.
- 1586: Babington-Verschwörung in England,
- 1587: Hinrichtung von Maria Stuart in England
- 1588: Untergang der Spanischen Armada in Stürmen
- 1589: Baubeginn des Hofbräuhaus am Platzl in München